# 7-й Южнокаролинский пехотный полк
7-й Южнокаролинский пехотный полк (7th South Carolina Infantry), он же «the Bloody Seventh» представлял собой один из пехотных полков армии Конфедерации во время Гражданской войны в США. Он сражался в основном в составе Северовирджинской армии. Полк участвовал (неактивно) в первом сражении при Булл-Ран, во всех сражениях на востоке до Геттисберга, потом был переброшен на запад и сражался при Чикамоге, снова вернулся на восток и прошёл Оверлендскую кампанию, кампанию в долине Шенандоа, затем сражался в Южной Каролине и сдался вместе с Теннессийской армией 26 апреля 1865 года.

## Формирование
Полк был сформирован 23 февраля 1861 года в южнокаролинском городе Коламбия в размере десяти рот. Его первым командиром стал полковник Томас Бэкон (избран 15 апреля), подполковником — Роберт Фэир, майором — Эммет Сибелс, адъютантом — Дэвид Эйкен. Роты были сведены в полк 13 апреля 1861 года в лагере Кэмп-Чарльстон около Рикерсвилла.
4 июня полк был принят на службу в армию Конфедерации сроком на 1 год. 13 июня он был направлен в Вирджинию к Манассасу, прибыл туда через Гордонсвилл в 9 утра 14 апреля и разместился в лагере Кэмп-Пикенс. 19 июня полк был направлен в Сентервилл. 20 июня генеральным приказом № 20 по Потомакской армии полк был включён в бригаду Милледжа Бонема.

## Боевой путь
Формально полк участвовал в перестрелке у Митчелл-Форд 18 июля 1861 года и в первом сражении при Булл-Ран 21 июля, но оба раза не был всерьёз задействован и не понёс потерь. До весны 1862 года полк простоял в Северной Вирджинии, занимаясь охраной северной границы. Осенью он был включён в бригаду Роберта Тумбса.
В январе 1862 года Бонем покинул полк, став конгрессменом Конфедерации, и командиром временно был назначен полковник Джозеф Кершоу. 13 февраля 1862 года он получил звание бригадного генерала и стал командовать бригадой на постоянной основе. Бригада Кершоу участвовала в обороне Йорктауна, сражении при Уильямсберге и при Севен-Пайнс, но 7-й снова не был задействован. Ещё 15 апреля полк прошёл реорганизацию и полковник Бэкон был переизбран.
4 мая полковник Бэкон подал в отставку по состоянию здоровья, а 14 мая полк покинул и подполковник Фэир. 13 мая полковником был избран Дэвид Эйкен, а 9 мая избран подполковником Эммет Сиблс, но он покинул полк уже 14 мая и на его место был избран Элберт Блэнд. 23 мая бригада Кершоу была введена в состав дивизии Лафайета Мак-Лоуза, где и осталась до конца войны. На тот момент полк насчитывал 581 человека.
7-й Южнокаролинский получил свой реальный боевой опыт только 29 июня, в время сражения при Саваж-Стейшен. Полк потерял 82 человека. Среди легкораненых был и подполковник Блэнд. Через два дня полк участвовал в сражении при Малверн-Хилл, где был задействован незначительно и потерял 11 человек убитыми и 19 ранеными.
После завершения кампании на полуострове полк стоял под Ричмондом и пропустил Северовирджинскую кампанию. Бригада Кершоу была переброшена на север для участия в Мерилендской кампании и была задействована при осаде Харперс-Ферри. Именно этой бригаде было поручено штурмовать Мерилендские высоты 13 сентября. На 7-й Южнокаролинский пришлась основная нагрузка, и в этом бою он потерял 28 человек убитыми и 85 ранеными. 17 сентября началось сражение при Энтитеме, где полк сражался у Данкер-Чеч и потерял 39 человек убитыми и 137 ранеными из 268 человек на начало сражения. Полковник Эйкен был ранен и попал в плен, майор Уайт принял командование и был убит. Командование принял капитан Джон Хард. На следующий день он получил звание майора.
В ноябре 1862 года полк принял участие во Фредериксбергской кампании под командованием подполковника Блэнда. Во время сражения при Фредериксберге полк держал позицию на высотах Мари и потерял в бою 7 убитыми и 62 ранеными (по другим данным 4 убитыми, 57 ранеными и 61 пропавшими без вести). Подполковник Блэнд был легко ранен в этом бою.
Полковник Эйкен был условно освобождён 8 ноября, впоследствии формально обменян, но смог вернуться в строй после ранения только в июне 1863 года. Подполковник Блэнд продолжал командовать полком в мае, во время сражения при Чанселорсвилле. Бригада Кершоу была незначительно задействована в том сражении и полк потерял только 2 человек убитыми и 11 ранеными.
К началу Геттисбергской кампании полк насчитывал 408 человек в 12-ти ротах под командованием полковника Эйкена.